# 恵俊彰で3人
恵俊彰で3人（めぐみとしあきでさんにん）は、2006年4月から2006年9月24日まで放送されていたラジオ番組。TOKYO FMをキーステーションにJFN系列全国38局ネット。放送時間はすべての局で日曜23:00～23:55。メインパーソナリティーは恵俊彰。
前番組「Reco」の後を引き継いで2006年4月にスタートした。また恵は同年3月まで同局で「恵俊彰のディア・フレンズ」に出演しており、それに代わって始まった番組である。
番組名通り、基本的には毎回ゲスト2人を迎えて恵俊彰で合計3人で番組が進行する。
番組の基本的な流れはまずゲストの1人が恵とトークをして、その後もう1人のゲストが登場し3人でのトーク、それから1人目に登場したゲストがスタジオを去り2人目のゲストと恵とのトーク、という形で進行する。ただ、ゲストが2人を超えるような場合（レミオロメンの3人）や1人の場合（松雪泰子）はこの限りではない。途中、お菓子等の差し入れがある。どれか好きなのを選ぶのだが、これを選んだからと言ってあなたはこういう性格です。とか、これを選んだあなたの運勢はどうこう・・・、と、言うわけではない（ほぼ毎回説明が入る）。全3種類のうち、各種類1つずつしかないため、選択の際は非常に迷う事もあるが、選んだものがブッキングした場合は話し合いの上、誰が貰うかを決める。
スポンサーはないが、番組開始直後にCM枠と思われる60秒のブレイクが設定されている。
その後2012年4月から、恵がメインパーソナリティーを務める番組「おふたりさま」がスタートし、この番組の一部フォーマットを継承している。